# Lana Jurčević
Lana Jurčević, född 7 november 1984 i Zagreb, Kroatien, SFR Jugoslavien, är en kroatisk sångare. Hennes musikkarriär började med det självbetitlade debutalbumet Lana som släpptes år 2003. Hon släppte sitt andra album 1 Razlog år 2006 och sitt tredje album Volim biti zaljubljena år 2008. År 2010 släppte hon sitt första samlingsalbum Kopija som innehåller 16 av hennes tidigare låtar från de tre första studioalbumen.

## Diskografi

### Studioalbum
- 2003 - Lana
- 2006 - 1 Razlog
- 2008 - Volim biti zaljubljena

### Samlingsalbum
- 2010 - Kopija